# Shavkat Rakhmonov
Shavkat Bakhtibaevich Rakhmonov in kazako Шавкат Бақтыбайұлы Рахмонов; (Shoʻrchi, 23 ottobre 1994) è un lottatore kazako di arti marziali miste.
Combatte nella categoria dei pesi welter per la promozione statunitense UFC ed è stato campione mondiale dell'organizzazione M-1 Global.
Al 29 aprile 2025 è al secondo posto nella classifica dei pesi welter UFC. Imbattuto a livello professionale, ha un record di 19 vittorie, tra cui 18 finalizzazioni.

## Biografia
Shavkat Rakhmonov nasce il 23 ottobre 1994 nel distretto di Shurchi, in Uzbekistan, da genitori kazaki. Il padre appartiene al clan Altynbai della tribù Alimuly dei Junior Zhuz, mentre la madre proviene dalla tribù Konyrat. In un'intervista ha affermato che la sua tribù era composta da discendenti di nomadi, un popolo feroce, spesso abituato a combattere in guerra. La sorella, Sora Rakhmonova, è anch'ella un'artista marziale professionista classificata in Eurasia.
A causa di difficoltà economiche, a 16 anni si trasferisce con la famiglia a Karagandy, in Kazakistan, ottenendo la cittadinanza. Lavora come camionista e magazziniere, iniziando contemporaneamente ad allenarsi nel sambo da combattimento. A 19 anni, si trasferisce a Kokshetau dopo essere stato ammesso all'Università Statale di Kokshetau per studiare educazione fisica.
Rakhmonov è musulmano.

## Caratteristiche tecniche
Rakhmonov ha iniziato la sua formazione nelle arti marziali con il judo, il sambo e il pugilato, sport che gli hanno consentito solide basi nella lotta e nello striking.
È noto per la potenza e l'efficacia dei colpi, per le abilità nel grappling e per lo stile di combattimento strategico, improntato sul controllo dell'avversario.

## Carriera

### Dilettantismo
Nel 2014 diventa campione asiatico della WMMAA, e nello stesso anno arriva secondo nel campionato del mondo della medesima federazione, dietro a Gadzhimurad Khiramagomedov. Nel 2015 Rakhmonov si posiziona nuovamente al secondo posto nel campionato mondiale, perdendo ancora una volta contro Khiramagomedov. Gadzhimurad Khiramagomedov resta l'unico lottatore ad aver sconfitto Rakhmonov in due occasioni in un incontro MMA..

### Professionismo
Nell'ottobre 2014 Rakhmonov debutta nel professionismo all'M-1 Challenge 52, vincendo al primo round tramite strangolamento a triangolo contro Adam Tsurov. Dopo altri sette incontri nella M-1 con altrettante vittorie, riporta 5 successi nella Kazakhstan Mixed Martial Arts Federation (KZMMAF), l'organizzazione di MMA del suo paese d'origine. Alterna la sua carriera successiva tra le due organizzazioni, ottenendo il primo titolo da professionista per la cintura dei pesi welter KZMMAF dopo aver sconfitto Faridun Odilov per KO tecnico al terzo round.
Rakhmonov difende la sua cintura nel suo incontro successivo a Battle of Nomads 11 contro Rinat Sayakbaev nel dicembre 2018, tornando in M-1 all'inizio del nuovo anno, affrontando Daniil Prikaza a M-1 Challenge 101 per il vacante titolo dei pesi welter M-1. Con un KO tecnico al secondo round, il kazako si assicura la sua seconda cintura.
Nella sua ultima apparizione sulla scena regionale, Rakhmonov difende il titolo dei pesi welter all'M -1 Challenge 102 contro Tiago Varejão, via KO tecnico al primo round..

### UFC
Nell'agosto 2019, Rakhmonov diventa il primo combattente kazako a firmare un contratto con la UFC. Come primo incontro avrebbe dovuto affrontare Bartosz Fabiński il 21 marzo 2020, all'UFC Fight Night: Woodley vs. Edwards; tuttavia l'evento viene annullato a causa della pandemia di COVID-19. Per via di un infortunio, salta l'incontro con Ramazan Emeev del 26 luglio 2020, venendo sostituito da Niklas Stolze.
Il 24 ottobre 2020, all'UFC 254 Rakhmonov si scontra con Alex Oliveira, sostituto di Elizeu Zaleski dos Santos (ritiratosi a causa di un infortunio). Tuttavia alla cerimonia del peso, Oliveira risulta di due libbre oltre il limite, rendendo l'incontro non valido per il titolo dei pesi welter. Di conseguenza, l'incontro si svolge come catchweight e a Zaleski viene sottratto il 20% del suo compenso per il combattimento, andato a Rakhmonov. Rakhmonov vince l'incontro tramite sottomissione con ghigliottina al primo round.
Rakhmonov affronta poi Michel Prazeres all'UFC Fight Night: Gane vs. Volkov il 26 giugno 2021, vincendo l'incontro tramite sottomissione nel secondo round.
Il 5 febbraio 2022, Rakhmonov affronta Carlston Harris, all'UFC Fight Night: Hermansson vs. Strickland. Vince il combattimento per KO al primo round e si aggiudica il premio bonus Performance of the Night.
Come primo incontro del suo nuovo contratto di cinque combattimenti, Rakhmonov affronta Neil Magny all'UFC on ESPN 38, il 25 giugno 2022. Trionfa tramite strangolamento a ghigliottina nel secondo round. Questa vittoria gli vale il secondo Performance of the Night.
Rakhmonov avrebbe dovuto affrontare Geoff Neal il 14 gennaio 2023, all'UFC Fight Night: Strickland vs. Imavov. Tuttavia, Neal si ritira a causa di un infortunio. L'incontro viene riprogrammato per l'UFC 285, il 4 marzo 2023. Alla cerimonia del peso, Neal supera di 4 libbre il limite. Di conseguenza, l'incontro viene disputato come catchweight e il montepremi di Neal viene decurtato del 30%, somma andata a Rakhmonov. Rakhmonov vince l'incontro con una sottomissione via rear-naked choke. Questo incontro gli vale il suo primo premio Fight of the Night.
Rakhmonov avrebbe dovuto affrontare Kelvin Gastelum il 16 settembre 2023, all'UFC Fight Night 227. Tuttavia, Gastelum si ritira a luglio dopo aver subito una frattura facciale.
Rakhmonov affronta Stephen Thompson il 16 dicembre 2023, all'UFC 296. Vince tramite una sottomissione a quattro secondi dalla fine del secondo round, diventando il primo lottatore a sconfiggere Thompson attraverso sottomissione nella sua carriera MMA.
Rakhmonov avrebbe dovuto competere per il campionato dei pesi welter UFC contro l'attuale campione Belal Muhammad il 7 dicembre 2024 all'UFC 310. Tuttavia, a causa di un'infezione ossea al piede, Muhammad è costretto a ritirarsi. Rakhmonov affronta invece Ian Machado Garry in un title eliminator di 5 round (incontro con un campione in un match non valido per il titolo e, in caso di vittoria, opportunità di affrontarne un altro con il titolo in palio). Rakhmonov vince il combattimento per decisione unanime, la prima nella sua carriera MMA.
A causa di un infortunio al ginocchio, Rakhmonov non è in grado di competere all'UFC 315 per il titolo contro l'attuale campione Belal Muhammad, ma dichiara che affronterà il vincitore  più avanti nel corso dell'anno.

## Palmarès
- World Mixed Martial Arts Association (WMMAA)
  - 1° | World Championship - Pesi welter (2013)[49]
  - 1° | Asian Championship - Pesi welter (2014)[50]
  - 2° | World Championship - Pesi welter (2014)[51]
  - 2° | World Championship - Pesi welter (2015)[52]
- Ultimate Fighting Championship
  - Performance of the Night: 2 volte (vs. Carlston Harris e Neil Magny)[53][54]
  - Fight of the Night: 1 volta (vs.  Geoff Neal)[55]
  - Serie di finalizzazioni più lunga nella storia della divisione dei pesi welter UFC (6)[56]
  - UFC Honors Awards
    - 2023: Candidato al President's Choice Fight of the Year [57]
- M-1 Global
  - M-1 Global Welterweight Championship (1 volta)[58]
    - Una difesa del titolo[58]
- Kazakhstan Mixed Martial Arts Federation
  - KZMMAF Welterweight Championship (1 volta)[59]
    - Una difesa del titolo[59]

## Risultati nelle arti marziali miste
| Risultato | Record | Avversario                   | Metodo                           | Evento                                     | Data             | Round | Tempo | Città                          | Note                                          |
| --------- | ------ | ---------------------------- | -------------------------------- | ------------------------------------------ | ---------------- | ----- | ----- | ------------------------------ | --------------------------------------------- |
| Vittoria  | 19-0   | Ian Machado Garry            | Decisione (unanime)              | UFC 310                                    | 7 dicembre 2024  | 5     | 5:00  | Las Vegas, Stati Uniti         | Title eliminator dei pesi welter.             |
| Vittoria  | 18-0   | Stephen Thompson (lottatore) | Sottomissione (rear-naked choke) | UFC 296                                    | 16 dicembre 2023 | 2     | 4:56  | Las Vegas, Stati Uniti         |                                               |
| Vittoria  | 17-0   | Geoff Neal                   | Sottomissione (rear-naked choke) | UFC 285                                    | 4 marzo 2023     | 3     | 4:17  | Las Vegas, Stati Uniti         | Catchweight, Fight of the Night.              |
| Vittoria  | 16-0   | Neil Magny                   | Sottomissione (ghigliottina)     | UFC on ESPN: Tsarukyan vs. Gamrot          | 25 giugno 2022   | 2     | 4:58  | Las Vegas, Stati Uniti         | Performance of the Night.                     |
| Vittoria  | 15-0   | Carlston Harris              | Ko (calcio e pugni)              | UFC Fight Night: Hermansson vs. Strickland | 5 febbraio 2022  | 1     | 4:10  | Las Vegas, Stati Uniti         | Performance of the Night                      |
| Vittoria  | 14-0   | Michel Prazeres              | Sottomissione (rear-naked choke) | UFC Fight Night: Gane vs. Volkov           | 26 giugno 2021   | 2     | 2:10  | Las Vegas, Stati Uniti         |                                               |
| Vittoria  | 13-0   | Alex Oliveira                | Sottomissione (ghigliottina)     | UFC 254                                    | 24 ottobre 2020  | 1     | 4:40  | Abu Dhabi, Emirati Arabi Uniti | Catchweight                                   |
| Vittoria  | 12-0   | Tiago Varejão                | TKO (pugni)                      | M-1 Challenge 102                          | 28 giugno 2019   | 1     | 4:40  | Nur-Sultan, Kazakhstan         | Difende la cintura dei pesi welter M-1 Global |
| Vittoria  | 11-0   | Daniil Prikaza               | TKO (pugni)                      | M-1 Challenge 101                          | 30 marzo 2019    | 2     | 2:20  | Almaty, Kazakhstan             | Vince la cintura dei pesi welter M-1 Global   |
| Vittoria  | 10-0   | Rinat Sayakbaev              | TKO (ritiro)                     | KZMMAF: Battle of Nomads 11                | 8 dicembre 2018  | 1     | 5:00  | Taldykorgan, Kazakhstan        | Difende la cintura dei pesi welter KZMMAF     |
| Vittoria  | 9-0    | Faridun Odilov               | TKO (pugni)                      | KZMMAF: Battle of Nomads 10                | 12 maggio 2018   | 3     | 3:03  | Astana, Kazakhstan             | Vince la cintura dei pesi welter KZMMAF       |
| Vittoria  | 8-0    | Levan Solodovnik             | Sottomissione (triangolo)        | M-1 Challenge 87                           | 9 febbraio 2018  | 2     | 4:42  | San Pietroburgo, Russia        |                                               |
| Vittoria  | 7-0    | Jun Yong Park                | Sottomissione (rear-naked choke) | KZMMAF: Battle of Nomads 9                 | 7 agosto 2016    | 2     | 1:51  | Hwasun, Corea del Sud          | Catchweight                                   |
| Vittoria  | 6-0    | Marcelo Brito                | KO (pugno)                       | M-1 Challenge 67                           | 4 giugno 2016    | 1     | 1:37  | Baku,Azerbaigian               |                                               |
| Vittoria  | 5-0    | Adil Boranbayev              | Sottomissione (rear-naked choke) | KZMMAF: Battle of Nomads 7                 | 30 aprile 2016   | 2     | 4:51  | Astana, Kazakhstan             |                                               |
| Vittoria  | 4-0    | Michał Wiencek               | Sottomissione (ghigliottina)     | M-1 Challenge 59                           | 3 luglio 2015    | 1     | 0:49  | Astana, Kazakhstan             |                                               |
| Vittoria  | 3-0    | Bartosz Chyrek               | KO (pugni)                       | M-1 Challenge 57                           | 2 maggio 2015    | 1     | 2:51  | Orenburg, Russia               |                                               |
| Vittoria  | 2-0    | Marcus Vinicios              | TKO (pugni)                      | KZMMAF: Battle of Nomads 2                 | 30 novembre 2014 | 1     | 4:58  | Almaty, Kazakhstan             |                                               |
| Vittoria  | 1-0    | Adam Tsurov                  | Sottomissione (triangolo)        | M-1 Challenge 52                           | 17 ottobre 2014  | 1     | N.D.  | Nazran, Russia                 | Debutto nei pesi welter                       |